# Klaas Johan Popma
Klaas Johan Popma (Den Haag, 5 juni 1903 - 18 mei 1986) was een Nederlands reformatorisch filosoof, classicus en romanschrijver. Tevens is hij de vader van de dichter Murk A.J. Popma.

## Leven en werk
Popma studeerde klassieke letteren in Leiden. Hij promoveerde in Leiden in 1931. Hij kende een der grondleggers van de reformatorische wijsbegeerte goed: D.Th. Vollenhoven. Hij was vele jaren betrokken bij de Vereniging voor Calvinistische Wijsbegeerte en fungeerde lange tijd als de secretaris van de vereniging. 
Hij werkte als docent klassieke talen aan het gymnasium te Apeldoorn. In 1948 werd hij bijzonder hoogleraar in de reformatorische wijsbegeerte aan de Rijksuniversiteit Groningen en in 1955 aan de Rijksuniversiteit Utrecht.
Popma heeft wijsgerige boeken geschreven, Bijbelstudies en romans. Zijn bekendste roman is De zonde van Jan der Kindere, het relaas over een man die zijn hele leven worstelt met zijn liefde voor zijn stiefzus. Hij heeft het zevendelige Levensbeschouwing geschreven, wat een exegese is van de Heidelberger Catechismus. Ook voerde hij regelmatig polemieken.
Daarnaast is hij in literaire kringen bekend geworden door zijn werk Beschouwingen over het werk van Louis Couperus (1863-1923) dat wijst op een grondige kennis van en interesse in het werk van Couperus. (Overigens komt Couperus al zeer veelvuldig voor in zijn voornaamste werk Levensbeschouwing.)

## Publicaties (selectie)
- Evangelie contra Evangelie (T. Wever, 1942)
- De vrijheid der exegese (Oosterbaan & Le Cointre, 1944)
- Calvinistische geschiedenisbeschouwing (T. Wever, 1945)
- De zonde van Jan der Kindere (Zomer en keuning, 1952)
- Inleiding in de wijsbegeerte (J.H. Kok, 1956)
- Levensbeschouwing, zeven delen (Buijten en Schipperheijn, 1958-1965)
- Wijsbegeerte en anthropologie (Buijten & Schipperheijn, 1963)
- Venster op de wereld (J. H. Kok, 1968)
- Beschouwingen over het werk van Louis Couperus (1863-1923) (Buijten & Schipperheijn, 1968)
- De universiteit (Buijten en Schipperheijn, 1969)
- Evolutie (Buijten & Schipperheijn, 1969)
- Evangelie en geschiedenis (Buijten & Schipperheijn, 1972)
- Het paradijs is dichtbij (Voorhoeve, 1973)
- Gestoorde wereld (Benedictus, 1977)
- Monniken en moordenaars (Buijten & Schipperheijn, 1979)